# 라인 (기업)
라인 주식회사(일본어: LINE株式会社)는 일본의 모바일 메신저 라인을 운영하는 정보 통신 기업이다. 대한민국의 네이버 주식회사의 일본 법인으로 출발하여 2016년 일본 도쿄 증권거래소와 미국 뉴욕 증권거래소에 상장하였으며 2019년까지는 네이버 주식회사가 약 73.36%의 지분을 보유한 자회사이었으나, 일본 소프트뱅크의 자회사인 Z 홀딩스와의 통합으로 인해 2021년 3월 말부터는 Z 홀딩스의 지주회사인 A 홀딩스의 산하 회사가 되었다. A 홀딩스는 네이버와 소프트뱅크가 각각 50%의 지분을 보유한 회사이므로, 이후의 라인은 한일합작회사로 분류될 수 있다.
2000년 9월 4일 한게임재팬주식회사(일본어: ハンゲームジャパン株式会社)로 설립되었으며 2003년 8월 28일 NHN Japan주식회사(일본어: NHN Japan株式会社)로 상호 변경하였다.
2007년 11월에 포털 사이트 네이버 재팬을 개설하여 2009년에 공식 서비스를 시작하였고 인지도 확대를 위하여 당시 경영난에 빠져있던 일본 시장 점유율 7위 포털사이트 라이브도어를 인수하였으나, 이용률 저조로 인해 2013년 12월 18일자로 사이트를 폐쇄하였다.
2013년 4월 1일, 일본에서 성공리에 유저수를 늘리고 있던 운영 서비스 라인 (LINE)에서 따와 현 상호로 변경하였다. 600명의 직원 중 20%가 일본인이 아닌 한국인이다. 라인 한국시장 출시를 포함한 글로벌 진출은 2013년 한국에 설립된 자회사 라인플러스가 맡는다.
2020년 9월 라인 주식회사와 네이버 주식회사는 일본의 음식 배달 서비스 업체인 '배달관'을 약 3400억원에 공동 인수하였다.

## 경영 통합
2019년 11월 18일 라인 주식회사는 일본 IT 대기업 소프트뱅크 그룹의 자회사 Z 홀딩스와의 경영 통합에 관한 기본 합의서를 체결하고, 12월 23일 본 계약을 체결했다. 계약내용은 이렇다. 라인의 모기업 네이버와 Z 홀딩스 모기업 소프트뱅크그룹이 시중의 라인 주식과 스톡옵션을 모두 매입해서 합작회사로 한다. 그리고 이 합작회사가 Z 홀딩스를 매입한다. 합작회사 의결권은 네이버와 소프트뱅크그룹이 반씩 갖지만, 실질적인 경영권인 소프트뱅크그룹이 소유하며 동시에 네이버의 연결자회사에서 제외되는 한편 소프트뱅크그룹의 연결자회사로 변경되었다. 2020년 10월까지 이 작업이 마무리된다. 그러나 코로나19 범유행으로 인하여 실제로는 2021년 3월에서야 마무리되었다.

### 배경
LINE과 구 Z 홀딩스 (야후! 재팬)의 경영통합으로 네이버는 일본 최대 포털사이트, 인터넷 은행 및 결제 서비스의 공동 소유권 및 경영 주도권을 확보하였다. 그러나 이것이 라인 등을 통해 일본의 모바일 시장을 이미 장악하고 있던 네이버의 원래 계획이라고 보기 어렵다.
네이버는 발전도상 단계인 일본의 간편결제 시장을 선점하기 위하여 자회사 라인을 통하여 라인페이 서비스를 출시하였다. 그러나 후발주자인 소프트뱅크가 경쟁 서비스를 내놓으며 막대한 자본력을 동원하여 출혈 경쟁을 벌여, 라인은 끝내 수백억 엔 규모의 연간 적자를 계상하기에 이르렀다. 이것이 네이버가 라인을 통합시킬 수 밖에 없도록 하는 주요 원인이 되었다는 견해가 존재한다.

## 같이 보기
- 야후! 재팬